# Danh sách tỉnh cũ của Nhật Bản
Các tỉnh cũ của Nhật Bản (令制国 Ryōseikoku) đã có hiệu lực từ thế kỷ thứ 7 cho tới thời kỳ Minh Trị. Danh sách này được dựa trên Gokishichidō (五畿七道) - Ngũ Kì Thất Đạo, trong đó có bao gồm những tỉnh có thời kì tồn tại tương đối ngắn. Các tỉnh nằm trong Hokkaidō được liệt kê cuối cùng. Cho đến nay, không có lệnh chính thức nào được ban hành xoá bỏ các tỉnh xa xưa. Tuy nhiên, ngày nay chúng được coi là không còn hợp thời. Những điều nêu ra sau đây là một danh sách của các tỉnh riêng lẻ đi cùng với một số chi tiết.
Các biên giới của các tỉnh thay đổi cho đến khi kết thúc thời kỳ Nara và trong thời kỳ Minh Trị. Từ thời kỳ Heian cho tới thời kỳ Edo, biên giới vẫn không thay đổi.
Đối với các dữ liệu nhân khẩu học của tỉnh trong thời kỳ Edo, xem Dữ liệu nhân khẩu học về Nhật Bản cho tới trước thời kỳ Minh Trị.

## Goki(五畿,Ngũ Kì - Năm tỉnh trong Kì Nội?)

### Kinai(畿内,Kì Nội - Khu vực kinh đô?)
- Yamashiro (Jōshū, Sanshū, Yōshū) (山城国 (城州, 山州, 雍州)?)
- Yamato (Washū) (大和国 (和州)?)
  - c. 716-c. 738
    - Yamato (大和国?)
    - Yoshino (芳野監?)
- Kawachi (Kashū) (河内国 (河州)?)
- Izumi (Senshū) (和泉国 (泉州)?) - Thành lập năm 716 từ tỉnh Kawachi như là Izumi Gen (和泉監?). Mặc dù bị kiểm soát bởi tỉnh Kawachi năm 740, năm 757 tỉnh này lại được tách ra từ tỉnh Kawachi.
- Settsu (Sesshū) (摂津国 (摂州)?)

## Shichido(七道,Thất Đạo?)

### Tōkaidō(東海道,Đông Hải Đạo?)
- Iga (Ishū) (伊賀国 (伊州)?) - Tách ra từ tỉnh Ise năm 680.
- Ise (Seishū) (伊勢国 (勢州)?)
- Shima (Shishū) (志摩国 (志州)?) - Tách ra từ tỉnh Ise vào đầu thế kỷ thứ 8.
- Owari (Bishū) (尾張国 (尾州)?)
- Mikawa (Sanshū) (三河国 (三州)?)
- Tōtōmi (Enshū) (遠江国 (遠州)?)
- Suruga (Sunshū) (駿河国 (駿州)?)
- Izu (Zushū) (伊豆国 (豆州)?) - Tách ra từ tỉnh Suruga năm 680.
- Kai (Kōshū) (甲斐国 (甲州)?)
- Sagami (Sōshū) (相模国 (相州)?)
- Musashi (Bushū) (武蔵国 (武州)?) - Chuyển từ Tōsandō sang Tōkaidō năm 771.
- Awa (Bōshū, Anshū) (安房国 (房州, 安州)?) - Chia tách từ tỉnh Kazusa năm 718. Mặc dù tái sáp nhập tỉnh Kazusa năm 741, tách ra một lần nữa từ tỉnh Kazusa năm 781.
- Kazusa (Sōshū) (上総国 (総州)?) - Chia tách từ tỉnh Fusa (総国?) trong thế kỷ thứ 7.
- Shimōsa (Sōshū) (下総国 (総州)?) - Chia tách từ tỉnh Fusa trong thế kỷ thứ 7.
- Hitachi (Jōshū) (常陸国 (常州)?)

### Tōsandō(東山道,Đông Sơn Đạo?)
- Ōmi (Gōshū) (近江国 (江州)?)
- Mino (Nōshū) (美濃国 (濃州)?)
- Hida (Hishū) (飛騨国 (飛州)?)
- Shinano (Shinshū) (信濃国 (信州)?)
  - từ năm 721 tới năm 731
    - Suwa (諏訪国?)
    - Shinano (信濃国?)
- Kōzuke (Jōshū) (上野国 (上州)?) - Chia tách từ tỉnh Keno (毛野国?) trong suốt thế kỷ thứ 4.
- Shimotsuke (Yashū) (下野国 (野州)?) - Chia tách từ tỉnh Keno trong suốt thế kỷ thứ 4.
- Dewa (Ushū) (出羽国 (羽州)?) - Huỷ bỏ Quận Dewa trong tỉnh Echigo và thành lập Tỉnh Dewa năm 712. Tháng 10 cùng năm, quận Mogami và Okitama trong tỉnh Mutsu sáp nhập vào tỉnh Dewa.
  - Kể từ khi tách rời năm 1868
    - Uzen (Ushū) (羽前国 (羽州)?)
    - Ugo (Ushū) (羽後国 (羽州)?)
- Mutsu (Ōshū, Rikushū) (陸奥国 (奥州, 陸州)?) - Tách ra từ tỉnh Hitachi trong thế kỷ thứ 7.
  - Từ năm 718 cho tới nhiều năm sau
    - Iwaki (石城国?)
    - Iwase (石背国?)
    - Mutsu (陸奥国?)

  - Kể từ khi tách rời năm 1868
    - Iwashiro (Ganshū) (岩代国 (岩州)?)
    - Iwaki (Banshū) (磐城国 (磐州)?)
    - Rikuchū (Rikushū) (陸中国 (陸州)?)
    - Rikuzen (Rikushū) (陸前国 (陸州)?)
    - Mutsu (陸奥国?)

### Hokurikudō(北陸道,Bắc Lục Đạo?)
- Wakasa (Jakushū) (若狭国 (若州)?)
- Echizen (Esshū) (越前国 (越州)?) - Tách ra khỏi tỉnh Koshi (越国?) trong suốt những năm cuối thế kỷ thứ 7.
- Kaga (Kashū) (加賀国 (加州)?) - Chia tách từ tỉnh Echizen năm 823.
- Noto (Nōshū) (能登国 (能州)?) - Chia tách từ tỉnh Echizen năm 718. Mặc dù bị kiểm soát bởi tỉnh Etchu năm 741, chia tách từ tỉnh Etchu năm 757.
- Etchū (Esshū) (越中国 (越州)?) - Tách ra khỏi tỉnh Koshi trong suốt những năm cuối thế kỷ thứ 7.
- Echigo (Esshū) (越後国 (越州)?) - Tách ra khỏi tỉnh Koshi trong suốt những năm cuối thế kỷ thứ 7.
- Sado (Sashū, Toshū) (佐渡国 (佐州, 渡州)?) - Mặc dù bị chiếm đóng bởi tỉnh Echigo năm 743, chia tách từ tỉnh Echigo năm 752.

### San'indō(山陰道,Sơn Âm Đạo?)
- Tamba (Tanshū) (丹波国 (丹州)?)
- Tango (Tanshū) (丹後国 (丹州)?) - Chia tách từ tỉnh Tamba vào năm 713.
- Tajima (Tanshū) (但馬国 (但州)?)
- Inaba (Inshū) (因幡国 (因州)?)
- Hōki (Hakushū) (伯耆国 (伯州)?)
- Izumo (Unshū) (出雲国 (雲州)?)
- Iwami (Sekishū) (石見国 (石州)?)
- Oki (Onshū, Inshū) (隠岐国 (隠州)?)

### San'yōdō(山陽道,Sơn Dương Đạo?)
- Harima (Banshū) (播磨国 (播州)?)
- Mimasaka (Sakushū) (美作国 (作州)?) - Chia tách từ tỉnh Bizen vào năm 713.
- Bizen (Bishū) (備前国 (備州)?) - Tách ra khỏi Kibi (吉備国?) trong suốt nửa sau thế kỷ thứ 7.
- Bitchū (Bishū) (備中国 (備州)?) - Tách ra khỏi tỉnh Kibi trong suốt nửa sau thế kỷ thứ 7.
- Bingo (Bishū) (備後国 (備州)?) - Tách ra khỏi tỉnh Kibi trong suốt nửa sau thế kỷ thứ 7.
- Aki (Geishū) (安芸国 (芸州)?)
- Suō (Bōshū) (周防国 (防州)?)
- Nagato (Chōshū) (長門国 (長州)?)

### Nankaidō(南海道,Nam Hải Đạo?)
- Kii (Kishū) (紀伊国 (紀州)?)
- Awaji (Tanshū) (淡路国 (淡州)?)
- Awa (Ashū) (阿波国 (阿州)?)
- Sanuki (Sanshū) (讃岐国 (讃州)?)
- Iyo (Yoshū) (伊予国 (予州)?)
- Tosa (Doshū) (土佐国 (土州)?)

### Saikaidō(西海道,Tây Hải Đạo?)
- Buzen (Hōshū) (豊前国 (豊州)?) - Tách ra khỏi tỉnh Toyo (豊国?) vào cuối thế kỷ thứ 7.
- Bungo (Hōshū) (豊後国 (豊州)?) - Tách ra khỏi tỉnh Toyo vào cuối thế kỷ thứ 7.
- Chikuzen (Chikushū) (筑前国 (筑州)?) - Tách ra khỏi tỉnh Tsukushi (筑紫国?) cho tới cuối thế kỷ thứ 7.
- Chikugo (Chikushū) (筑後国 (筑州)?) - Tách ra khỏi tỉnh Tsukushi cho tới cuối thế kỷ thứ 7.
- Hizen (Hishū) (肥前国 (肥州)?) - Tách ra khỏi tỉnh Hi (火国?) cho tới cuối thế kỷ thứ 7.
- Higo (Hishū) (肥後国 (肥州)?) - Tách ra khỏi tỉnh Hi cho tới cuối thế kỷ thứ 7.
- Hyūga (Nisshū, Kōshū) (日向国 (日州, 向州)?) - Được đặt lại tên là tỉnh Kumaso (熊曾国?) từ thế kỷ thứ 4 tới thế kỷ thứ 7.
- Ōsumi (Gūshū) (大隈国 (隈州)?) - Chia tách từ tỉnh Hyūga năm 713.
  - Từ năm 702 tới năm 824
    - Ōsumi (大隈国?)
    - Tane (多褹国?)
- Satsuma (Sasshū) (薩摩国 (薩州)?) - Chia tách từ tỉnh Hyūga năm 702.
- Iki (Isshū) (壱岐国 (壱州)?) - Tên chính thức là Iki no Shima (壱岐嶋?).
- Tsushima (Taishū) (対馬国 (対州)?) - Tên chính thức là Tsushima no Shima (対馬嶋?).

## Hachidō(八道,Bát Đạo?)

### Hokkaidō(北海道,Bắc Hải Đạo?)
Đổi tên từ vùng Ezo sang Hokkaidō, và tạo ra 11 tỉnh. (1869-1882)
- Oshima (渡島国?)
- Shiribeshi (後志国?)
- Iburi (胆振国?)
- Ishikari (石狩国?)
- Teshio (天塩国?)
- Kitami (北見国?)
- Hidaka (日高国?)
- Tokachi (十勝国?)
- Kushiro (釧路国?)
- Nemuro (根室国?)
- Chishima (千島国?) - Sau Hiệp ước Saint Petersburg (1875), Nhật Bản sáp nhập thêm phía bắc đảo Urup và đặt thêm ba quận Uruppu (得撫郡?), Shimushiru (新知郡?), và Shumushu (占守郡?).

## Bài liên quan
- Magiri
- Kokushi (hành chính)
- Tỉnh của Nhật Bản (cũ)
- Dữ liệu nhân khẩu học về Nhật Bản cho tới trước thời kỳ Minh Trị
- Ritsuryō
- Phiên (phân chia hành chính)
- Samurai